# Grote goudhaan
De grote goudhaan (Chrysolina graminis) is een keversoort uit de familie bladkevers (Chrysomelidae). De wetenschappelijke naam van de soort werd als Chrysomela graminis in 1758 gepubliceerd door Carl Linnaeus.